# Коллогли, Дэвид
Дэвид Андерсон Коллогли (англ. David Anderson Gollogly, род. 6 декабря 1959, Крэйфорд) — новозеландский шахматист, национальный мастер.
Уроженец пригорода Лондона. Врач по профессии.
Входил в число сильнейших шахматистов Новой Зеландии первой половины 1980-х гг.
Победитель чемпионата Новой Зеландии 1982 / 83 гг. (1—2 с П. Гарбеттом).
В составе сборной Новой Зеландии участник шахматной олимпиады 1984 г.
Отошел от практической игры в связи с занятостью на основной работе. По мнению мастера ФИДЕ Дж. Сарфати, в случае возвращения он мог бы показывать результаты на уровне чемпиона Новой Зеландии по рапиду Б. Уотсона или М. Стедмана, который в зрелые годы дважды побеждал в национальном чемпионате.

## Спортивные результаты
| Год         | Город    | Соревнование                                       | + | − | = | Результат | Место |
| ----------- | -------- | -------------------------------------------------- | - | - | - | --------- | ----- |
| 1982 / 1983 | Данидин  | Чемпионат Новой Зеландии                           | 6 | 0 | 5 | 8½ из 11  | 1—2   |
| 1983 / 1984 | Окленд   | Чемпионат Новой Зеландии                           | 3 | 4 | 4 | 5 из 11   | 6—8   |
| 1984        | Салоники | XXVI Олимпиада (сборная Новой Зеландии, ?-я доска) | 2 | 3 | 4 | 4 из 9    |       |